# Didymodon platyneurus
Didymodon platyneurus là một loài Rêu trong họ Pottiaceae. Loài này được (Müll. Hal. & Kindb.) M.N. Aziz & Vohra mô tả khoa học đầu tiên năm 2008.